# Jerzy Jakubiszyn
 Jerzy Jakubiszyn, ps. Dzinks (ur. 29 listopada 1938 w Warszawie, zm. 1997 we Wrocławiu) – polski mistrz lutnictwa, konstruktor i wytwórca gitar elektrycznych.

## Życiorys
Jerzy Jakubiszyn razem z młodszym bratem Kazimierzem prowadził warsztat lutniczy, który początkowo mieścił się w podwórku przy ul. Jedności Narodowej we Wrocławiu, a następnie przy ul. Rydygiera pod nazwą Artystyczna Pracownia Instrumentów Lutniczych „Artin”. Produkował własne konstrukcje, a także kopie światowych marek gitar elektrycznych, które przez trzy dekady zastępowały kilku pokoleniom polskich gitarzystów niedostępne w PRL-u drogie, markowe instrumenty. Naprawiał też inne instrumenty strunowe (m.in. skrzypce i mandoliny). Jego warsztat odwiedziła większość gwiazd i legend gitary w Polsce, m.in. Jacek Krzaklewski, Aleksander Mrożek, Andrzej Pluszcz, Mieczysław Jurecki, Leszek Cichoński, Stefan Machel, Romuald Piasecki (Romuald i Roman), Roman Runowicz (ELAR, Romuald i Roman), Janusz Konefał, Włodzimierz Krakus, czy Andrzej Wodziński (Easy Rider). Sporadycznie z jego usług korzystali także muzycy zagraniczni. Wszystkie elementy drewniane, metalowe i plastikowe do swoich gitar Jakubiszyn wykonywał samodzielnie, zaś wyroby sygnował markami: Wellins, J&J, Artin i Beltone – był także producentem podzespołów dla innych wytwórców. 20 czerwca 1990 roku zdał egzamin w Izbie Rzemieślniczej we Wrocławiu i otrzymał dyplom mistrzowski w rzemiośle lutnictwo. W ostatnich latach życia nawiązał współpracę z jedną z niemieckich firm gitarowych. Na Facebooku istnieje grupa Dzinks Jakubiszyn Guitar skupiająca posiadaczy i miłośników gitar Jerzego Jakubiszyna. Z początkiem 2022 roku rodzinna marka znów pojawiła się na krajowym rynku muzycznym. Stało się to za sprawą jego syna Jerzego Grzegorza Jakubiszyna, który wznowił produkcję przetworników gitarowych i basowych opatrzonych nazwą Jakubiszyn Pickups.